# Volo United Arab Airlines 749
Il volo United Arab Airlines 749 era un volo passeggeri internazionale che il 18 marzo 1966 si schiantò mentre tentava di atterrare al Cairo, in Egitto. Morirono tutti i trenta passeggeri e l'equipaggio a bordo.

## L'incidente
Il volo 749 decollò dall'aeroporto di Nicosia diretto all'Aeroporto Internazionale del Cairo. Durante il viaggio, l'Antonov An-24 che operava il volo incontrò del maltempo, mentre le condizioni meteo al Cairo erano pessime a causa della presenza di tempeste di sabbia. L'equipaggio del volo 749 contattò le operazioni della United Arab per informarsi sull'opzione di dirigersi verso un altro aeroporto. I piloti dissero anche che stavano volando attraverso un temporale in condizioni di ghiaccio, che due altimetri dell'aereo davano letture diverse, che la bussola magnetica era inutilizzabile e che si era formata una crepa nel pannello del finestrino del cockpit a causa del temporale. Dopo che si parlò del dirottamento, il volo 749 proseguì per il Cairo. Il volo venne autorizzato ad un avvicinamento alla pista 23, ma si schiantò a circa 5 chilometri da essa. Tutti i passeggeri del volo 749 morirono nell'incidente.
Dopo lo schianto, la tempesta di sabbia ostacolò le operazioni di soccorso. La visibilità era quasi a zero e i veicoli di soccorso rimasero impantanati nelle sabbie soffiate dal vento.

## L'indagine
Gli investigatori dell'incidente stabilirono che "l'incidente è avvenuto con la discesa dell'aereo al di sotto dell'altitudine di volo sicura durante l'avvicinamento finale e l'impatto dell'ala sinistra contro le dune di sabbia che si trovano a nord-est dell'aeroporto. Di conseguenza il pilota ha perso il controllo dell'aereo colpendo il suolo."
"È probabile che la causa della discesa dell'aeromobile al di sotto del livello di sicurezza sia dovuta al passaggio da IFR a VFR, tenendo conto che sarebbe stato necessario molto tempo affinché il pilota si adattasse a questo cambiamento delle condizioni meteorologiche prevalenti."